# Роршах (місто)
Ро́ршах (нім. Rorschach) — місто у Швейцарії, у кантоні Санкт-Галлен, виборчий округ Роршах, на південному березі Боденського озера.
Поселення вперше згадано в буллі Оттона I від 947 року, яка надавала жваве перехрестя паломницьких шляхів у розпорядження абатства св. Галла. У 1597 р. у Роршаху друкували видання Annus Christi, яке швейцарці вважають першою у світі газетою.
Поряд з Роршахом розташований колишній маєток Пармських Бурбонів — замок Вартегг, де після повалення Габсбургів жила остання австрійська імператриця, Цита. У 1884 р. у Роршаху народився перший актор, удостоєний «Оскара», — Еміль Яннінгс.

## Географія
Місто розташоване на відстані близько 170 км на схід від Берна, 11 км на північний схід від Санкт-Галлена.
Роршах має площу 1,8 км², з яких на 93,2% дозволяється будівництво (житлове та будівництво доріг), 6,2% використовуються в сільськогосподарських цілях, 0,6% зайнято лісами, 0% не є продуктивними (річки, льодовики або гори).

## Демографія
2019 року в місті мешкало 9438 осіб (+6,2% порівняно з 2010 роком), іноземців було 48,7%. Густота населення становила 5302 осіб/км².
За віковим діапазоном населення розподілялося таким чином: 18,3% — особи молодші 20 років, 62,7% — особи у віці 20—64 років, 19% — особи у віці 65 років та старші. Було 4672 помешкань (у середньому 2 особи в помешканні).

## Економіка
- Molkerei Fuchs+Co. AG — виробник молокопродуктів.

## Транспорт
Залізничні лінії пов'язують місто з Санкт-Галленом, Санкт-Маргретеном і Романсгорном. Залізниця Роршах-Хайден-Бан веде в Хайден (800 м над рівнем моря). У 1856 році станція стала кінцевою станцією лінії Цюрих — Санкт-Галлен. Раніше залізничні вагони перевозилися Боденським озером, і таким чином можна було дістатися до Хайдена з Франкфурта або Берліну без пересадки на поїзд.
Шосе А1 проходить недалеко на південь від Роршаха, але в місті немає власної розв'язки. Шосе веде до Санкт-Галлена на заході та Санкт-Маргретену на сході.
У Роршаху також є гавань, що обслуговується пасажирськими поромами. Вони вирушають до довколишніх міст на швейцарській та німецькій сторонах озера.

## Релігія
За даними перепису населення 2000 року, 4033 або 46,6% є католиками, у той час як 1868 або 21,6% належали до швейцарської реформатської церкви. З решти населення 9 осіб (або близько 0,10% населення) належать до християнської католицької віри, 407 осіб (або близько 4,71% населення) належать до Православної церкви, і 187 осіб (або близько 2,16% населення) належать до іншої християнської церкви. Є 1 людина, яка є євреєм, і 1106 (або близько 12,79% населення), які сповідують іслам. Є 68 осіб (або близько 0,79% населення), які належать до іншої церкви (не вказаної в перепису), 652 (або близько 7,54% населення) не належать до жодної церкви, є агностиками або атеїстами, і 316 осіб (або близько 3,65% населення) не відповіли на запитання.

## Відомі люди
- Еміль Яннінгс (1884 — 1950) — німецький актор, продюсер.